# Аудиторио де Тенерифе
„Аудиторио де Тенерифе Адан Мартин“ е конгресно-концертна зала в град Санта Крус де Тенерифе на остров Тенерифе – столицата на автономна област Канарски острови, Испания. Тя се намира край пристанището на града в непосредствена близост до морето.

## Сграда
Сградата е проектирана от архитект Сантяго Калатрава. Строителството започва през 1997 г. и приключва през 2003 г.; открита е на 26 септември същата година в присъствието на испанския престолонаследник Фелипе Испански, принц на Астурия. Проектирана е съгласно принципите на модерната архитектура от края на 20 век, в стил постмодернизъм.
Основната зала „Симфония“ има 1616 седящи места и сцена с ширина 16,5 и дълбочина 14 метра; разполага и с орган. Камерната зала е с 424 места.
Зала „Аудиторио де Тенерифе“ е домакин на концертите на Симфоничния оркестър на Тенерифе, нареждан сред най-добрите в Испания, оперен фестивал, концерти и редица музикални, конгресни и други прояви.

## Символ
Тази модерна сграда се счита за най-важен символ на град Санта Крус де Тенерифе, както и сред най-важните символи на остров Тенерифе и Канарските острови. През март 2008 г. залата „Аудиторио де Тенерифе“ е включена в серия от 6 пощенски марки с емблематичните символи на испанската архитектура. Нейното изображение е включено през 2011 г. в поредица от възпоменателни монети от по 5 евро, които показват най-важните символи в няколко испански града.